# Jack Horner
John R. “Jack” Horner es un profesor, paleontólogo y dinosauriólogo estadounidense, nacido en Shelby, Montana, el 15 de junio de 1946. Es quizá uno de los paleontólogos estadounidenses vivos más conocido fuera del ámbito científico. Su fama proviene de su descubrimiento y definición de dos nuevas especies de dinosaurio: Maiasaura y Orodromeus. Ha sido el primer paleontólogo que descubrió evidencias en el registro fósil que indicaban cuidado parental de determinadas especies de dinosaurios al descubrir una colonia de puestas de huevos de Maiasaura en Montana. En 2001 descubrió restos fósiles del mayor Tyrannosaurus rex de entre los cinco conocidos hasta la fecha.

## Biografía
Nacido en Shelby (Montana), se formó en la Universidad de Montana donde se licenció en las especialidades de geología y biología. Durante la guerra de Vietnam sirvió durante dos años en las Fuerzas Especiales del Cuerpo de Marines de los Estados Unidos.
En 1975 fue contratado como investigador asistente del Museo de Historia Natural de la Universidad de Princeton, donde trabajó hasta 1982. A partir de aquel año y hasta la actualidad el Dr. Horner trabaja como conservador paleontológico del Museo de las Rocosas (Museum of the Rockies) en la Universidad Estatal de Montana en Bozeman, y profesor regente de Paleontología en esta misma universidad. Aunque nunca completó su tesis doctoral, realizó una excelente tesis de licenciatura sobre la fauna de la formación caliza de Bear Gulch en Montana, que es un Lagerstätte de conservación datado en el Misisípico de los más famosos del mundo. La Universidad de Montana le recompensó con un Doctorado Honoris Causa en Ciencias en 1986, año en el que también fue premiado con una beca MacArthur.
Jack Horner es autor de más de 100 publicaciones científicas. De entre sus obras de divulgación científica cabe destacar Digging Dinosaurs (1988), Complete T-rex (con D. Lessem, 1993), Maia, A Dinosaur Grows Up (1985), Digging Up Tyrannosaurus rex (con D. Lessem, 1992), Dinosaur Eggs and Babies (1994), y Dinosaur Lives (1997).
Horner ha sido el supervisor científico de las películas de la serie Jurassic Park de Steven Spielberg.
Como dato curioso, el paleontólogo Alan Grant, de esta serie de películas, está inspirado en Jack Horner. Incluso, en el videojuego "Jurassic Park" (1993) de la consola Super Nintendo, el jugador puede ir encontrando pequeñas pistas en forma de letras desordenadas a lo largo y ancho de la isla, que completas y ya ordenadas, forman la palabra "HORNER", haciendo alusión a Jack.

## Abreviatura (zoología)
La abreviatura Horner  se emplea para indicar a Jack Horner como autoridad en la descripción y taxonomía en zoología.